# Бар (музыкальная форма)
Бар (нем. das Bar, возможно, сокращение от средневерхненем. barat или parat — искусный выпад в фехтовании), бар-форма (нем. Barform) изначально — текстомузыкальная форма со строфой типа AAB, в которой сочинялись песни мейстерзингеров. По традиции, установившейся в Германии XX в., термином «бар-форма» музыковеды описывают также канцоны трубадуров, труверов и миннезингеров, церковные песни лютеран и т.д., имеющие аналогичную структуру.

## Строение
Оригинальная бар-форма состоит из нескольких (не менее трёх) строф одинаковой текстомузыкальной структуры. 
Стихотворная строфа складывается из двух полустроф. Первая полустрофа, в свою очередь, состоит из двух структурно идентичных и связанных рифмовкой частей, называемых «столлами» (от нем. Stollen, первоначальное значение — подпорка для деревянного столба). Первую полустрофу (состоящую из двух столл) в целом немцы называют словом Aufgesang («запев»). Вторая полустрофа, отличающаяся строением от «столл» (в том числе по рифмовке), называется «припевом» (нем. Abgesang). Пример текстовой строфы — немецкая церковная песня «Wie schön leuchtet der Morgenstern» Филиппа Николаи (буквы в схеме обозначают рифмы, цифры — количество слогов в строке):
| разделы       | оригинал                                                                                                 | схема        |
| ------------- | --- | ------------ |
| Первая столла | Wie schön leuchtet der Morgenstern Voll Gnad vnd Warheit von dem HERRN Die süsse Wurtzel Jesse.          | a8a8b7       |
| Вторая столла | Du Sohn Dauids auß Jacobs Stamm Mein König vnnd mein Bräutigam Hast mir mein Hertz besessen.             | c8c8b7       |
| Припев        | Lieblich freundtlich Schön vnd herrlich Groß vnd ehrlich Reich von Gaben Hoch vnd sehr prächtig erhaben. | d2d2e4e4f4f8 |

В музыкальной форме выделяются три раздела: AAB (или АА1B). Остановка для дыхания в конце музыкальных фраз (стихов и полустиший) обычно нотируется знаком ферматы. Полустрофные каденции (на I, V, реже на VI и IV ступенях лада) продиктованы соответствующими звуками (гармонизованной) мелодии.

## Исторический очерк
Термин par в значении «искусной песни» встречается начиная с XIV века; с конца XV века и в XVI веке употреблялся по отношению к многострофной песне мейстерзингеров (одна строфа такой песни называлась liet). В XIX веке форму бар стилизовал Вагнер, причём термином «бар» он ошибочно обозначал одну строфу, а не стихотворение в целом. В опере «Нюрнбергские мейстерзингеры» (ученик Ганса Сакса) Давид поучает молодого рыцаря Вальтера (фон Штольцинга):
| оригинал | рус. пер. В.Коломийцева |
| --- | --- |
| Ein 'Bar' hat manch Gesätz und Gebänd: wer da gleich die rechte Regel fänd, die richtige Naht und den rechten Draht, mit gutgefügtem 'Stollen' den Bar recht zu versohlen!                                            | Ведь «бар» скроить не так легко: тут извольте все законы знать, придумать шов, каблуки пригнать… Ах, надо сметки, чтоб бару сшить «подметки»!                             |
| Und dann erst kommt der Abgesang, daß der nicht kurz und nicht zu lang, und auch keinen Reim enthält, der schon im Stollen gestellt. Wer alles das merkt, weiß und kennt, wird doch immer noch nicht Meister genennt. | Ведь к каблукам «припев» пристал, он не велик, он и не мал; не годится рифма там та, что дана каблукам! Кто всё превзошёл и знает в зуб, все же тот ещё для мастера глуп. |

В 19 веке Вагнер возродил форму бара в своих музыкальных драмах о средневековье (например, « Тангейзер » и «Мейстерзингер»). Дирижер, композитор и музыкальный аналитик Альфред Лоренц в начале 20-го века предположил, что эта форма скрывает «секрет» монументальных произведений Вагнера.
В XX веке бар-формой называли любые вокальные сочинения в форме AAB (песни трубадуров, труверов, миннезингеров, протестантский хорал и др.). Ю. Н. Холопов относил к форме бар даже хоровую песнь (в структуре строфа — антистрофа — эпод) древнегреческой трагедии. Современные немецкие стиховеды предпочитают термину «бар-форма» более универсальный термин «канцонная строфа» (см. "Kanzonenstrophe").